# Гайове (Броварський район)
Гайове (до 18 лютого 2016 року — Фрунзівка) — село в Україні, у Броварському районі Київської області. Населення становить 102 осіб. Розташоване у Великодимерській громаді. Загальна площа (станом на 1 липня 2003 року) становить 80 га. Відстань до центру села Бобрик — 1,9 км.

## Історія
Село виникло під час столипінської аграрної реформи. За залізницю із села Бобрик переселилися три сім'ї, поселення не мало власної назви і існувало як бобрицький хутір. В роки революції 1917-1920 років хутір зникає.
У 1929 р. кілька бобрицьких сімей знов оселяються на колишніх хутірських землях, у цей час поселенню надано назву Фрунзівка.
У вересні 1943 р. село було спалено німцями, вціліло дві хати.
У 50-60-х роках здійснюється повна електрифікація та радіофікація, на 1 січня 1963 року в селі було понад 50 дворів. Була єдина вулиця - Фрунзе.
Колишня радянська політика щодо економії коштів призвела до скорочення населення у так званих неперспективних селах. На початку 90-х років XX ст. у селі налічувалося лише 43 двори.
З 1992 року існує як окреме поселення із власною назвою.

## Сьогодення
У Гайовому наявно 8 вулиць: Бобрицька, П. Загребельного, М. Коцюбинського, П. Куліша, П. Мирного, Сагайдачного, В. Стуса, Фрунзе.
Із виділенням земельних ділянок під забудову у селі вже є 314 господарств. Ведеться спорудження дачних будиночків.
18 лютого 2016 року Фрунзівку було перейменовано в Гайове.